# Fredrik Ulvestad
Fredrik Ulvestad est un footballeur international norvégien né le 17 juin 1992 à Ålesund. Il évolue au poste de milieu relayeur dans le club polonais de Pogoń Szczecin.

## Biographie

### En club
Ulvestad joue 9 matchs en Ligue Europa avec le club norvégien d'Aalesunds.
Le 31 août 2016, il est prêté à Charlton Athletic.
Le 3 février 2021, libre de tout contrat, il rejoint la Chine et le Qingdao Huanghai.

### En sélection
Il reçoit sa première sélection en équipe nationale le 27 août 2014 lors d'un match amical contre les Émirats arabes unis (match nul 0-0).

## Palmarès
- Aalesunds FK
  - Vainqueur de la Coupe de Norvège en 2011 (en)

- Djurgårdens IF
  - Champion de Suède en 2019
  - Vainqueur de la Coupe de Suède en 2018